# Rácovice
Rácovice (dříve Raczowicz, Racžovitz, Ratzowitz, Raczovic, Racžiowitz, Ratschowitz) jsou obec v okrese Třebíč v Kraji Vysočina. Leží asi 8,5 kilometru východně od Jemnice na říčce Bihance. Žije zde 117 obyvatel.
Sousedními obcemi sídla jsou Třebelovice, Dědice, Komárovice, Kojatice, Moravské Budějovice a Budkov.

## Geografie
Ze západu na východ přes území obce prochází silnice II/152 z Třebelovic do Dědic, přes západní část území obce vede silnice z Dědic do Budkova, podél severní hranice obce prochází lesní užitková silnice. Přes území obce vede železniční trať Jemnice – Moravské Budějovice, na severním okraji zastavěného území obce se pak nachází na trati železniční zastávka Rácovice. Přes severní část území obce prochází cyklostezka Jihlava–Třebíč–Raabs a přes území obce vede modrá turistická stezka. Přes zalesněnou severní část obce vede mnoho lesních cest.
Jižní a východní část území obce je využívána zemědělsky, severní a západní část je naopak velmi výrazně zalesněna.
Asi 2 km západně od území obce pramení potok Bihanka, posléze vtéká do území obce, protéká Rácovickým rybníkem, protéká těsně okolo zastavěného území obce a pak teče dál jižně a pak asi po 7 kilometrech ústí do Želetavky. Část západní hranice území obce je tvořeno nepojmenovaným potokem, který ústí do Bihanky, další přítok Bihanky pramení severně od zastavěného území obce a následně se v zastavěné, území obce vlévá do Bihanky a o pár desítek metrů dál do Bihanky ústí i další potok. V západní části území obce pramení Syrovický potok, ten pak teče dál na východ přes Dědice a následně po 15 km ústí u Grešlového Mýta do Jevišovky. Severní hranice území obce je tvořena nepojmenovaným přítokem Jevišovky a posléze i Jevišovkou, do které u hranice území obce tento potok ústí. Jevišovka pak teče dál na východ a po asi 60 kilometrech ústí u Jevišovky do Dyje. 
Území obce je kopcovité, jižní část území je plošší, nejnižší bod území obce se nachází na jihu v údolí Bihanky a dosahuje cca 450 metrů nad mořem, u západní hranice území obce se nachází Budkovský vrch, který dosahuje 559 metrů nad mořem, dalšími kopci jsou na východním okraji Kopeček (513 m) a Budějovický kopec (504 m).
Zastavěné území obce se nachází na jihozápadním okraji území obce, na severovýchodu území obce se nachází hájovna.

## Historie
První písemná zmínka o obci pochází z roku 1355, kdy ji měl v držení Jaroslav z Rácovic (in Raczowicz). Ctibor z Rácovic je zmíněn k roku 1358, když svůj zdejší majetek prodal jakémusi Ješkovi a jeho dědicům.
Název pochází od osobního jména Rác. Pánové z Rácovic vlastnili vesnici až do 15. století, v roce 1464 se majitelem vesnice stal druhý manžel vdovy po Jaroslavovi z Rácovic, Jan Hroch z Pošny, následně pak byl majitelem vesnice Jindřich Hroch z Pošny, v roce 1507 se Jindřich spolčil s Janem z Heraltic. Nicméně v roce 1510 získal vesnici Jan starší z Ludanic, který zemřel v roce 1530 a v roce 1537 zakoupil Rácovice Jan Zajímač z Kunštátu a následně pak bratrům Tasovi a Petrovi Bošovským z Polanky a posléze zakoupil vesnici Zikmund Oslavický z Jemničky. Následně roku 1542 zakoupil vesnici Jan Zahrádecký ze Zahrádek, roku 1589 jeho potomci prodali Rácovice, pustou vesnici Bořečkovice a půl vesnice Zvěrkovice Magdaléně Miškové ze Žlunic, která hned roku 1590 prodala vše dceři Voršile Zahrádecké ze Zahrádek. V roce 1633 prodala Krescencie Říčanská ze Zahrádek vesnici Fridrichovi Jankovskému z Vlašimi a Rácovice tak připadly do jemnického panství. Kolem roku 1670 byla zničena tvrz v Rácovicích.
V roce 1736 zemřel Maxmilián Arnošt Jankovský, majitel Jemnice, dalším majitelem panství byl až v roce 1755 Maximilián Daun. V roce 1775 při nevolnickém povstání se ho zúčastnili i rácovičtí poddaní. Dalším majitelem panství se v roce 1815 stal Filip Stadion a hned v roce 1826 získala panství hraběnka Tranttmansdorfová, která však prodala v roce 1841 panství Alfonzovi Pallavicinovi. Ten nechal v Rácovicích postavit ovčírnu a zřídit palírnu. Pallavicinové vlastnili panství až do reforem v roce 1848.
V roce 1877 získal dvůr, palírnu a škrobárnu brněnský podnikatel Emberger, v roce 1896 bylo rozhodnuto, že nedaleko obce mělo stát nákladní nádraží na nově vybudované trati z Jemnice do Moravských Budějovic. V roce 1901 byla ve vsi postavena kaplička sv. Cyrila a Metoděje. V roce 1930 byla vesnice elektrifikována a bylo zřízeno veřejné osvětlení. Po skončení druhé světové války bylo roku 1952 založeno v obci JZD, to se pak roku 1971 sloučilo s JZD Československosovětského přátelství v Třebelovicích. Po revoluci se pak změnilo v Zemědělské družstvo Třebelovice a vesnice se osamostatnila.
K roku 1927 činila rozloha obce 723 ha, domů bylo 47 a obyvatel 267. Přiškolena a přifařena byla do Velkého Újezda vzdáleného 1,5 km jižním směrem. Poštou spadaly Rácovice k Třebelovicím. Podle údajů sčítání lidu v roce 1901 měly Rácovice 48 domů, 241 obyvatel, všech národnosti české, katolického vyznání 236, židů bylo 5, mužů 117 a žen 124.

## Obyvatelstvo
| Rok            | 1869 | 1880 | 1890 | 1900 | 1910 | 1921 | 1930 | 1950 | 1961 | 1970 | 1980 | 1991 | 2001 | 2011 | 2021 |
| -------------- | ---- | ---- | ---- | ---- | ---- | ---- | ---- | ---- | ---- | ---- | ---- | ---- | ---- | ---- | ---- |
| Počet obyvatel | 229  | 243  | 236  | 241  | 253  | 267  | 251  | 178  | 188  | 173  | 139  | 106  | 105  | 113  | 118  |
| Počet domů     | 41   | 42   | 44   | 48   | 48   | 47   | 49   | 50   | 45   | 44   | 42   | 48   | 52   | 50   | 48   |

## Obecní správa
Do roku 1849 patřily Rácovice do jemnického panství, od roku 1850 patřil pod podkrajský úřad v Dačicích, pak od roku 1855 do roku 1868 do okresu Jemnice, pak opět do okresu Dačice a od roku 1896 do okresu Moravské Budějovice, od roku 1960 jsou součástí okresu Třebíč. Mezi lety 1960 a 1990 patřily Rácovice pod Třebelovice, následně se obec osamostatnila.

### Obecní symboly
Znak a vlajka byly obci uděleny rozhodnutím předsedy Poslanecké sněmovny Parlamentu České republiky dne 21. června 2018.

## Politika

### Volby do Poslanecké sněmovny
|       | 2006              | 2010              | 2013              | 2017              | 2021                  |
| ----- | ----------------- | ----------------- | ----------------- | ----------------- | --------------------- |
| 1.    | KDU-ČSL (37,5 %)  | ČSSD (29,85 %)    | KDU-ČSL (32,3 %)  | KDU-ČSL (26,38 %) | SPOLU (40,74 %)       |
| 2.    | ČSSD (36,11 %)    | KDU-ČSL (25,37 %) | ČSSD (20,0 %)     | ANO (18,05 %)     | ANO (13,58 %)         |
| 3.    | ODS (9,72 %)      | KSČM (13,43 %)    | KSČM (15,38 %)    | Piráti (12,5 %)   | Piráti+STAN (11,11 %) |
| účast | 85,71 % (72 z 84) | 78,82 % (67 z 85) | 73,86 % (65 z 88) | 79,12 % (72 z 91) | 84,38 % (81 z 96)     |

### Volby do krajského zastupitelstva
|      | 1.                 | 2.                       | 3.                 | účast             |
| ---- | ------------------ | ------------------------ | ------------------ | ----------------- |
| 2000 | 4KOALICE (44,23 %) | ODS (19,23 %)            | ČSSD (13,46 %)     | 64,28 % (54 z 84) |
| 2004 | KDU-ČSL (58,69 %)  | KSČM (13,04 %)           | ČSSD (10,86 %)     | 54,76 % (46 z 84) |
| 2008 | ČSSD (38,18 %)     | KDU-ČSL (36,36 %)        | KSČM (9,09 %)      | 64,71 % (55 z 85) |
| 2012 | KDU-ČSL (37,03 %)  | ČSSD (27,77 %)           | KSČM (14,81 %)     | 71,6 % (58 z 81)  |
| 2016 | KDU-ČSL (43,13 %)  | ČSSD (11,76 %)           | ANO 2011 (11,76 %) | 57,14 % (52 z 91) |
| 2020 | KDU-ČSL (30,18 %)  | ODS+STO (15,09 %)        | ANO (13,2 %)       | 55,21 % (53 z 96) |
| 2024 | KDU-ČSL (31,91 %)  | ODS+TOP 09+STO (21,27 %) | ANO (19,14 %)      | 52,75 % (48 z 91) |

### Prezidentské volby
V prvním kole prezidentských voleb v roce 2013 první místo obsadil Miloš Zeman (19 hlasů), druhé místo obsadil Jan Fischer (17 hlasů) a třetí místo obsadil Zuzana Roithová (12 hlasů). Volební účast byla 78,57 %, tj. 66 ze 84 oprávněných voličů. V druhém kole prezidentských voleb v roce 2013 první místo obsadil Miloš Zeman (35 hlasů) a druhé místo obsadil Karel Schwarzenberg (26 hlasů). Volební účast byla 73,49 %, tj. 61 ze 83 oprávněných voličů.
V prvním kole prezidentských voleb v roce 2018 první místo obsadil Miloš Zeman (28 hlasů), druhé místo obsadil Jiří Drahoš (23 hlasů) a třetí místo obsadil Pavel Fischer (9 hlasů). Volební účast byla 80,00 %, tj. 72 ze 90 oprávněných voličů. V druhém kole prezidentských voleb v roce 2018 první místo obsadil Miloš Zeman (39 hlasů) a druhé místo obsadil Jiří Drahoš (37 hlasů). Volební účast byla 83,52 %, tj. 76 ze 91 oprávněných voličů.
V prvním kole prezidentských voleb v roce 2023 první místo obsadil Andrej Babiš (22 hlasů), druhé místo obsadil Petr Pavel (20 hlasů) a třetí místo obsadila Danuše Nerudová (20 hlasů). Volební účast byla 82,42 %, tj. 75 ze 91 oprávněných voličů. V druhém kole prezidentských voleb v roce 2023 první místo obsadil Petr Pavel (49 hlasů) a druhé místo obsadil Andrej Babiš (31 hlasů). Volební účast byla 87,91 %, tj. 80 ze 91 oprávněných voličů.

## Doprava
Obec leží při železniční trati Moravské Budějovice–Jemnice s vlastní stejnojmennou zastávkou. Vesnicí prochází silnice druhé třídy II/152.

## Pamětihodnosti
- Socha svatého Jana Nepomuckého
- Bývalá ovčírna
- Kaple na návsi, pochází z roku 1901[4]
- Obilní sýpka
- Kříž k zastávce z roku 1919 k památce Jana Fialového, který zahynul při první světové válce[10]
- Kříž u cesty k Meznýmu z roku 1885[10]
- Kříž u silnice do Dědic z roku 1907[10]
- Kříž za Lesíkem[10]

## Zajímavosti
U rácovické železniční zastávky se natáčel film Stůj, nebo se netrefím.

## Společenský život
Od roku 1911 v obci působí sbor dobrovolných hasičů.

## Osobnosti
- Jan Křivánek (1886–1967), pedagog